# Wadi al-Jarf
Wadi al-Jarf (arabiska: وادي الجرف, Wâdi el-Guruf) är en wadi i guvernementet al-Bahr al-Ahmar i Egypten. Det är det nutida namnet för ett område vid Röda havets kust i den östra delen av Egyptens fastland, 119 km söder om staden Suez och cirka 200 km från huvudstaden Kairo.
Wadi al-Jarf är platsen för världens äldsta kända konstgjorda hamn. Här hittades dessutom Merers dagbok 2013, en papyrus som i detalj beskriver arbetet för de som jobbade med transporten av kalksten från Tura till uppförandet av Cheopspyramiden i Giza. 
Platsen ligger vid början av Wādī ‘Arabah, en betydande kommunikationskorridor mellan Nildalen och Röda havet som korsar Östra öknen. Platsen ligger mitt emot ett mindre fort, Tell Ras Budran, på andra sidan Suezviken. Det finns en liknande forntida hamn vid Ain Sokhna, strax norr om Wadi al-Jarf.
Hamnen vid platsen är från Egyptens fjärde dynasti, cirka 4 500 år gammal och platsen upptäcktes först 1832 av John Gardner Wilkinson. Den återupptäcktes av en fransk grupp under 1950-talet som gav platsen namnet Rod el-Khawaga, men det arkeologiska arbetet avbröts när Suezkrisen bröt ut 1956. Arbetet återupptogs av en fransk-egyptisk grupp 2011.
Under arbetet upptäcktes bland annat mer är 100 ankare, förvaringskärl samt de äldsta papyrus som någonsin hittats i Egypten. Genom detta har man kunnat skaffa sig en god kunskap om livet från den tiden.